# 赫瓦倫斯克國家公園
52°29′N 48°06′E / 52.483°N 48.100°E

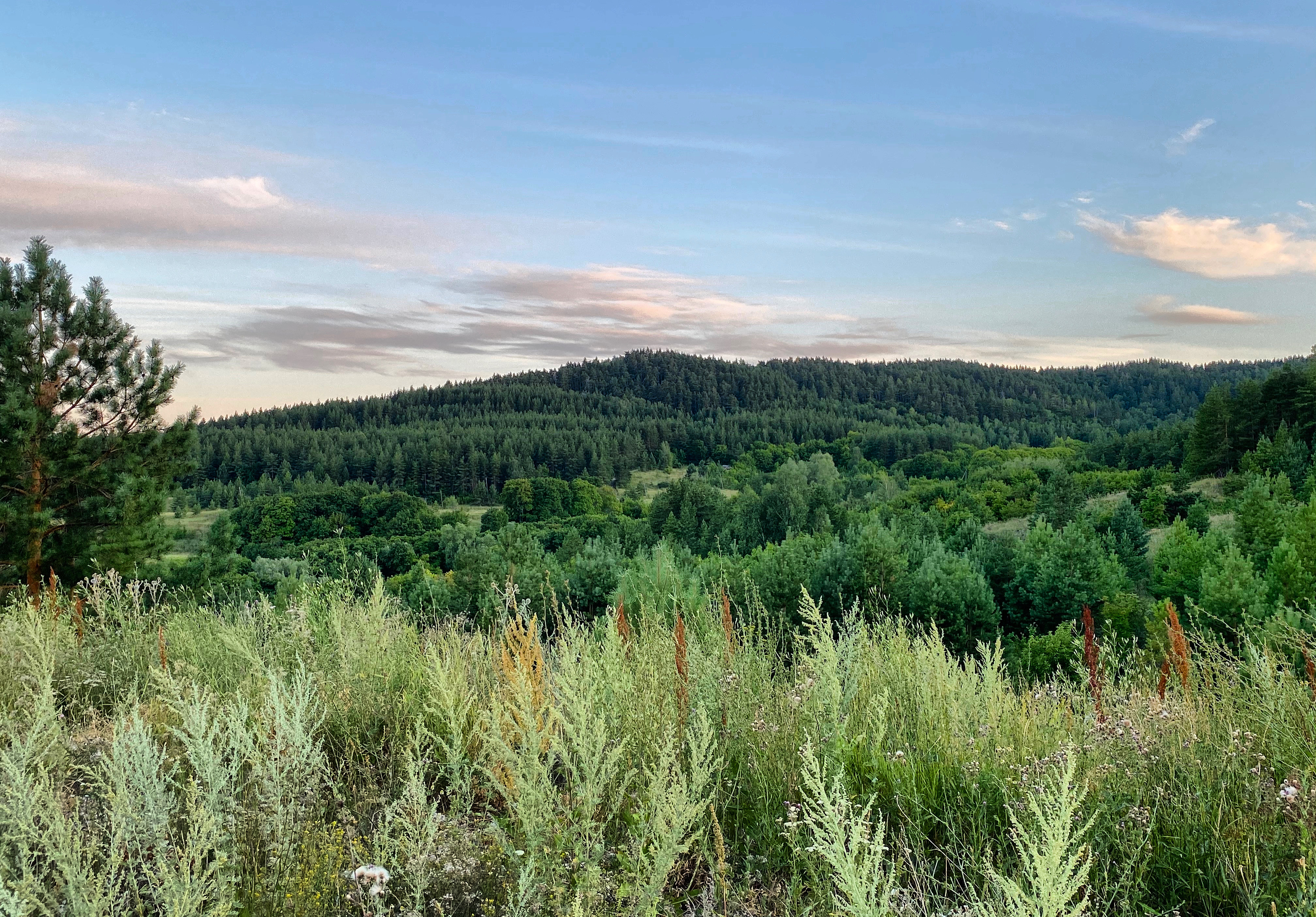

赫瓦倫斯克國家公園是俄羅斯的國家公園，位於該國西南部薩拉托夫州，處於伏爾加高地，成立於1994年，面積255平方公里，受溫帶大陸性濕潤氣候影響。